# Župnija Ečka
Župnija Ečka - Sv. Janez Krstnik je bila rimskokatoliška teritorialna župnija, sedaj podružnica rimskokatoliške teritorialne župnije Mužlja, dekanije Zrenjanin, srednji dekanat škofije Zrenjanin. 

## Ečka
Katoliška cekev svetega Janeza Krstnika v Ečki v Banatu, AP Vojvodina, država Srbija

## Kratka zgodovina katoliške cerkve v Ečki

### Konec osemnajstega stoletja
Rimsko-katoliška župnija v Ečki je osnovana 1793 po prizadevanju Jánosa LÁZÁR (1757-1809), najstarejšega sina veleposestnika Lukácsa. Leto dni pozneje (1794) se je z doselitvijo katoliških Bolgarov Paljčanov povečalo število katoliških vernikov. Zategedelj je grof János začel graditi zanje prvo cerkev; čez štiri leta je zgradil tudi župnišče (1798).
Cerkev je stala na prostoru današnje; sezidana je bila iz zbitega blata, a pokrita s trstiko.
Prvi ečkanski duhovni pastir od 1793-1797 je bil Janez Zlatousti Gubanoci, njegov naslednik pa od 1797-1799 Mihael Jančo.

### Devetnajsto stoletje
1802. so prispeli v Ečko nemški naseljenci.

1810. je priključen ečkanski župniji tedaj zgrajeni Sigmundfeld in Lukino selo. 1811. je Avguštin LÁZÁR (1768-1833) razširil cerkev in dogradil s skodlami pokriti zvonik.

Župnika Józsefa Nagy-a (1799-1825) je nasledil Antal Millasin (1825-1834).
 
9. aprila 1836 je izbruhnil strašen požar, ki je uničil 60 hiš in do temelja upepelil tudi katoliško cerkev. Zahvaljujoč tedanjemu župniku Johannu Henriku Kümmer-ju, (1834-1851) kakor tudi cerkovniku in nesebičnemu prizadevanju vernikov, je uspelo rešiti dragocene podobe iz 18. stoletja in cerkveno opravo. Istega leta so iz dveh v požaru poškodovanih zvonov vlili enega novega in ga namestili v obnovljeni zvonik. Ta naslednja cerkev je bila pokrita že z opeko.

1864. leta je general in grof Sigismund  LÁZÁR (1801-1870) dal zgraditi novo cerkev.  V tem času je bil župnik Karl Krist (1851-1874). Gradnjo cerkve je načrtoval gradbenik Kansky, po nekih virih pa Ybl (1814-1891) - a dovršil bečkereški podjetnik Stevan Đorđević. Temelje za novo cerkev so postavili 1862 okoli stare cerkve na ta način, da je stara cerkev ostala znotraj novogradnje vse dokler ne bila zagrajena nova. Po zadnji maši v avgustu 1864 so staro cerkev porušili, a ruševine iznesli skoz vrata nove cerkve.

Novo cerkev – veličastno kot kako stolnico - je 18. septembra 1864 posvetil med slovesno mašo čanadski škof Sándor BONNAZ, ki je zatem tudi birmal. Na začetku obredov je škof izročil generalu Lázárju častni red »Svetega Jurija«, s katerim ga je odlikoval blaženi papež Pij IX. Za novo cerkev je lastnoročno izvezeno okrašeno nebo oziroma baldahin poklonila generalova žena, Viktorina Lázár (1841-1895).

1868. leta so postavili križ z marmornato ploščo pred glavnim cerkvenim vhodom na spomin obletnice rojstva Marijane Lázár (1867-1893).
V novo cerkev so obesili veliki zvon in nekoliko slik - kot so doslej menili - neznanega flamskega slikarja. Ob restavracije štirih slik je prišlo na dan, da je te slike naslikal avstrijski vrhunski rokokojski umetnik Franz Anton Maulbertsch (1724-1796). 
Tedaj so postavili tudi podobe 14 postaj križevega pota.
Od 1862 do 1864 je bival v Ečki znani nizozemski slikar Adolf van der Venne (1828-1911), ki je naslikal tri velike podobe na platno: Kristusov krst (veliki oltar), Judito (po predlogi Viktorine Lázár) in sveto Elizabeto Ogrsko (po potezah matere generala Lázárja, Elizabete Edelspacht).
Župnik Johann Weitersheim (1874-1897) je imel za kaplana Karla Neurohr-a. Tedaj je slavila župnija 1. avgusta 1893 svojo stoletnico. Svečano mašo je vodil vršaški nadprošt Franz Henny, a na nove orgle je igral krajevni učitelj Jozef Kirchner.
V prvih sto let je župnija imela 14.369 krstov, 3.152 porok in 10.225 pogrebov.
1895. je izvršil kanonično vizitacijo v Ečki čanadski škof Sándor Dessewffy.

### Župnija in cerkev v dvajsetem stoletju
Za časa naslednjega župnika, Béla Kögl-a (1897-1917), je 1907. grof Felix Harnoncourt  (1857-1937) dokončal dela na cerkvenem stropu in ograji okoli cerkve. 
1910. leta je prišel na kanonični obisk Ečki čanadski škof János Csernoch, 12. maja 1912 pa čanadski škof Gyula Glattfelder.
1911. leta je plamen sveč hudo poškodoval levi spodnji del velike oltarne slike Kristusov krst. Istega leta je sliko popravil slikar Stevan Aleksić na prošnjo grofa Felixa.
Za časa prve svetovne vojne, 11. novembra 1916, so vrgli raz zvonik tri zvonove in jih odpeljali v vojne namene.
1917 je bil imenovan za župnika Ludwig Griffel, ki je zvesto opravljal svojo duhovniško službo vse do 1944. leta, ko je skupaj z nemško govorečimi verniki moral v begunstvo pred napredujočimi ruskimi zavezniki in domačimi partizani. Teh dni je odnešeno iz cerkve mnogo dragocenosti. V kripti je razbita grobnica dobrotnika ečkanske cerkve grofa Lázárja, uničene so orgle, odvzeto je župnišče in veliko cerkvene zemlje, uničen je cerkveni arhiv skupaj z matičnimi knjigami... Preostali katoličani nemškega jezika so deloma mučeni in pobiti, a ostali so pregnani v taborišča ali rudnike, kjer jih je mnogo zaradi preganjanja, težkega dela ali stradanja in mraza umrlo. Preživeli so se za vedno odselili v inozemstvo.  
Beograjski nadškof in apostolski upravitelj Banata Rafael Rodić (1924-1936) je 1929. leta obiskal cerkev in ne dolgo zatem podelil sveto birmo. Sprejela sta ga župnik Griffl in kantor Stefan Klein, ki je brez prenehanja opravljal kantorsko službo skozi 60 let. Nadškofa dr. Jožef Ujčič (1936-1964) in dr. Gabrijel Bukatko (1964-1980) sta tudi birmala v Ečki.  Njihov naslednik Slovenec msgr. Stanislav Hočevar (2001) pa je Ečko večkrat obiskal že kot inšpektor slovenskih salezijancev in tudi večkrat pridigal v Ečki, Mužlji in Belem Blatu. Birmala pa sta večkrat zrenjaninska škofa Tamás Jung (1972-1988) in Huzsvár László (1988-2007). Novi zrenjaninski rezidencialni škof László Németh je bil posvečen v Zrenjaninu 5. julija 2008. Točno na obletnico posvečenja je prvič birmal v Ečki, kjer se je pred polno cerkvijo zelo pohvalno izrazil od delovanju slovenskih salezijancev. Zavzel se je tudi za zavarovanje hudo ogrožene umetniške dediščine. Od neznanega flamskega slikarja so namreč ostale – v zelo slabem stanju, potrebne obnove – tele slike: Sveta družina, Sveti Anton Padovanski, Sveti Frančišek Asiški  ter Govor na gori. 

#### Hudo neurje leta 1998
30. julija 1998. je zadelo Ečko, Mužljo, Zrenjanin in okoliške vasi strašna huda ura. Silen vihar je odnašal strehe, ruval drevje in uničeval premoženje. Tudi naša cerkev je pretrpela veliko razdejanje, zlasti streha, zvonik, okna in stekla. 30 m2 uničene strehe so popravili že istega leta. Kljub slabemu in deževnemu vremenu je bilo napravljeno veliko novo okno pod zvonovi do Božiča. Naslednjega leta so začeli popravila na zvoniku, ki je začel točiti. 
OBNOVA ZVONIKA se je začela v juniju 1999. Mužljanska mojstra, brata Imre in János Gabona, predsednik cerkvene občine Antal Mezei, kakor tudi drugi požrtvovalni verniki, so pod vodstvom salezijancev iz Mužlje do novembra dokončali nevarna višinska dela. Žal je zmanjkalo denarja in cevi – da je ostal križ na vrhu, streha zvonika in okoli 3 metre zida spodaj - nedokončano. Istega leta so popravljena tudi stekla na cerkvi.

## Sedanje dušno-pastirsko stanje
Danes šteje ečkanska cerkvena občina okrog 200 vernikov; mašo, verouk in druga cerkvena opravila od 1944. leta opravljajo dušni pastirji iz Mužlje: Tamás Jung (1944-1949), kasnejši škof, ki je pred uničenjem rešil nekaj matičnih knjig in cerkev; Mihály Lőrincz (1949-1965).
1965. leta so se uresničile sanje beograjskega nadškofa in administratorja Banata, Gabrijela Bukatko, da dobi v Vojvodino don Boskove duhovne sinove, ki se prvenstveno posvečajo vzgoji zapuščene in revne mladine. Tega leta je imenovan, za mužljanskega župnika salezijanec Jožef Tkalec iz slovenske inšpektorije (Ljubljana); njegov naslednik je Štefan Zorko 1969. Kaplani: Anton Horvat, Srečko Golob, Janez Maršič.
Mužljansko župnijo sestavljajo danes: župnijska cerkev Marijinega imena v Mužlji (1902), podružnica svetega Dominika Savia v Mužlji (1994), Ečka – cerkev svetega Janeza Krstnika, (god: 24. junija); Lukino selo – Rojstvo Device Marije (1927), kakor tudi Lukićevo (Sigmundfeld) s podrto cerkvijo in Stajićevo - brez katoliške cerkve.  Od 1984 je za upravo bivše župnije - sedaj podružnice župnija Mužlja - zadolžen salezijanec slovenskega rodu Janez Jelen.

## Galerija slik - katoliška cerkev Ečka
- Katoliška cerkev Ečka – Sv. Janez Krstnik (1864); pogled z juga
- Katoliška cerkev Ečka - sveti Janez Krstnik (1864) od spredaj
- Grad v Ečki (1783) s katoliško cerkvijo (1864) in vodovodnim stolpom gledano iz Mužlje
- Grad v Ečki (1783) s cerkvijo (1864) in brezdelno štorkljo
- Most čez Begej (postavljen 1889, obnovljen za prehod ladij 1894 ter utrjen 2005) s katoliško cerkvijo (1864)
- Jozef Geugner iz Tirolske je naslikal križev pot; tudi stene in strop leta 1863
- Kripta z grobnico grofov Lazar pod cerkvijo v vodi z ečkanskim grbom
- Orgle (1893) s poslikavo Jozefa Geugnerja v katoliški cerkvi Ečka; obnovljene 1928 in delno uničene po drugi svetovni vojni
- Prižnica v Ečki
- Brezmadežna; kip Device Marije
- Sv. Barbara; F. Stuflesser iz Ortisei (Gröden) na Južnem Tirolskem - Alto Adige (1927)
- Kip svetega Antona Padovanskega; izdelal Ferdinand Stuflesser, iz Južne Tirolske - (1927)
- Cerkev je bila blagoslovljena ob izgradnji 1864, posvečena pa ob dokončanju notranje ureditve 4. novembra 1928